# Med prins Wilhelm på afrikanska jaktstigar
Med prins Wilhelm på afrikanska jaktstigar är en svensk dokumentärfilm från 1922 i regi av Prins Wilhelm, hertig av Södermanland och med foto av Oscar Olsson.
Filmen visar den ca 300 mil långa resa som genomfördes till Centralafrika under perioden januari-oktober 1921 av Svenska zoologiska expeditionen. Resan påbörjades vid Victoriasjön och gick sedan västerut till gränstrakterna mellan Uganda och Belgiska Kongo och därifrån norrut genom Sudan till Egypten. Generöst med utrymme i filmen ägnas åt att visa gruppens jaktturer, men även det afrikanska djurlivet skildras. Filmen visar även olika samhällen som gruppen passerade igenom.

### Fotnoter
1. 1 2  ”Med prins Wilhelm på afrikanska jaktstigar”. Svensk Filmdatabas. http://sfi.se/sv/svensk-filmdatabas/Item/?itemid=3525&type=MOVIE&iv=Basic&ref=/templates/SwedishFilmSearchResult.aspx?id%3d1225%26epslanguage%3dsv%26searchword%3dMed+prins+Wilhelm+p%C3%A5+afrikanska+jaktstigar%26type%3dMovieTitle%26match%3dBegin%26page%3d1%26prom%3dFalse. Läst 8 maj 2013.

Externa länkar
Magnus Johansson, 2017: En yeti i Afrika